# Błotniarkowate
Błotniarkowate (Lymnaeidae) – rodzina słodkowodnych ślimaków płucodysznych (Pulmonata) z rzędu nasadoocznych (Basommatophora), obejmująca gatunki średnie i duże, charakteryzujące się dużą różnorodnością w budowie i ubarwieniu  muszli – od stożkowatej, wieżyczkowatej, jajowatej do kulistej. Wykazują przy tym znaczną jednorodność w budowie anatomicznej. 

## Występowanie
Występują na całym świecie, z wyjątkiem regionów polarnych, zwykle w płytkich wodach stojących lub wolno płynących, ale znane są też gatunki głębokowodne oraz żyjące w górskich potokach lub zbiornikach okresowych. Czasami występują bardzo licznie. 

## Budowa
Wysokość ich muszli waha się w przedziale od kilku milimetrów do kilku centymetrów. Głowa duża, z 2 szerokimi, płatowatymi, trójkątnymi, niewciągalnymi czułkami. Na przednim końcu ich podstawy położone są małe oczy. Noga szeroka, z przodu prosto ścięta, mocna. 

## Ekologia
Żywią się żywymi i martwymi roślinami oraz padliną. Stanowią pokarm ryb, wielu ptaków wodnych i niektórych gatunków niezwiązanych bezpośrednio z wodą (niektóre błotniarki wypełzają na brzeg zbiorników wodnych).

## Znaczenie dla człowieka
Błotniarkowate są przedmiotem zainteresowania medycyny, w tym medycyny weterynaryjnej, ponieważ zagrażają zdrowiu ludzi i zwierząt gospodarskich, często powodując duże straty materialne. Są częstymi żywicielami pośrednimi wielu pasożytów, zwłaszcza przywr z rodzin Schistosomatidae i Echinostomatidae. Najbardziej charakterystycznym przypadkiem przenoszenia pasożyta jest błotniarka moczarowa (Galba truncatula) – żywiciel pośredni motylicy wątrobowej.

## Systematyka
Opisano blisko 1800 gatunków i odmian zaliczonych do tej rodziny, jednak większość z nich to formy ekologiczne. Obecnie przyjmuje się, że poprawnie opisanych gatunków może być mniej niż 100, z czego 11 występuje w Polsce. 
Analiza filogenetyczna wykazała istnienie 3 kladów zgodnych z geograficznym pochodzeniem gatunków (Ameryka, Eurazja i region indopacyficzny).
Poniżej wymieniono rodzaje, w jakich klasyfikowane są błotniarkowate. Należy się jednak spodziewać istotnych zmian w klasyfikacji tej rodziny. 

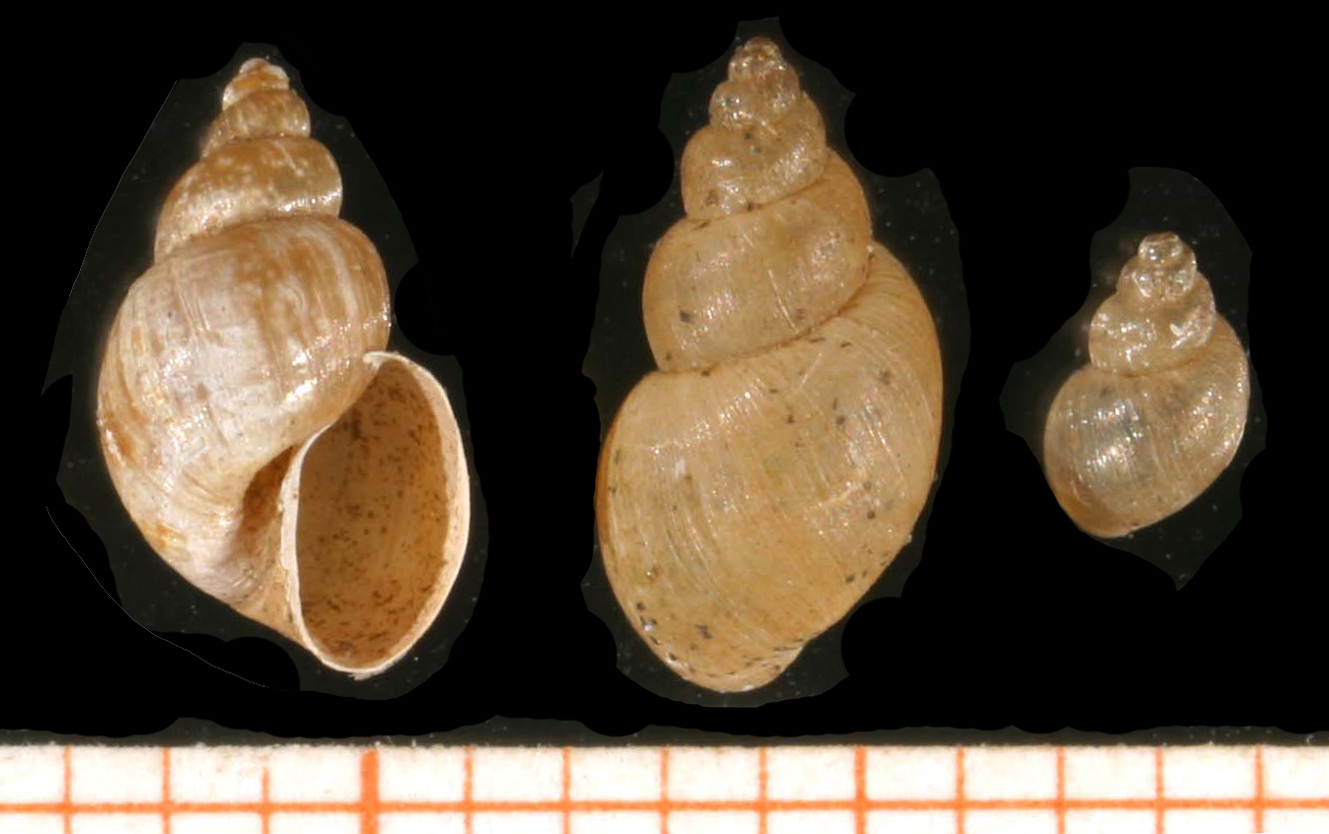
Muszle błotniarki moczarowej (Galba truncatula)

### Rodzaje
- Acella
- Adelinella
- Austropeplea
- Bakerilymnaea
- Boskovicia
- Bullastra
- Bulimnea
- Catascopia
- Corymbina
- Erinna
- Fisherola
- Galba
- Kutikina
- Lanx
- Lymnaea
- Myxas
- Omphiscola
- Pseudisidora
- Pseudosuccinea
- Radix
- Stagnicola
- Valenciennius
- Velutinopsis
- Zagrabia

Rodzajem typowym rodziny jest Lymnaea.